# Fort Montgomery
Fort Montgomery és una concentració de població designada pel cens dels Estats Units a l'estat de Nova York. Segons el cens del 2000 tenia 1.418 habitants.

## Demografia
Segons el cens del 2000, Fort Montgomery tenia 1.418 habitants, 574 habitatges, i 393 famílies. La densitat de població era de 372,4 habitants/km².
Dels 574 habitatges en un 31,7% hi vivien nens de menys de 18 anys, en un 57,3% hi vivien parelles casades, en un 7,1% dones solteres, i en un 31,5% no eren unitats familiars. En el 25,8% dels habitatges hi vivien persones soles el 7,8% de les quals corresponia a persones de 65 anys o més que vivien soles. El nombre mitjà de persones vivint en cada habitatge era de 2,47 i el nombre mitjà de persones que vivien en cada família era de 3.
Per edats la població es repartia de la següent manera: un 23,6% tenia menys de 18 anys, un 5,3% entre 18 i 24, un 33,9% entre 25 i 44, un 25,4% de 45 a 60 i un 11,8% 65 anys o més.
L'edat mediana era de 38 anys. Per cada 100 dones de 18 o més anys hi havia 100,7 homes.
La renda mediana per habitatge era de 62.578 $ i la renda mediana per família de 65.708 $. Els homes tenien una renda mediana de 45.781 $ mentre que les dones 36.146 $. La renda per capita de la població era de 24.520 $. Entorn de l'1,5% de les famílies i el 2,9% de la població estaven per davall del llindar de pobresa.